# ميخائيل ريان (شاعر)
ميخائيل ريان (بالإنجليزية: Michael Ryan)‏ هو عالم الإنجليزية وشاعر أمريكي، ولد في 1946 في سانت لويس في الولايات المتحدة.